# Primera División (1935/1936)
Primera División 1935/1936 był ósmym sezonem w najwyższej klasie rozgrywek piłkarskich w Hiszpanii. Trwał on od 10 listopada 1935 do 19 kwietnia 1936. W sezonie udział wzięło 12 drużyn. Rozegrano 22 kolejki. Tytułu mistrza kraju bronił Real Betis.

## Tabela

### Legenda
| Legenda do tabeli              |
| Mistrz                         |
| Zdobywca Copa del Rey          |
| Spadkowicz do Segunda División |

### Tabela po zakończeniu sezonu
| Miejsce | Klub               | Kolejka | Wygranych | Remisów | Przegranych | Gole strzelone | Gole stracone | Różnica | Punkty |
| ------- | ------------------ | ------- | --------- | ------- | ----------- | -------------- | ------------- | ------- | ------ |
| 1       | Athletic Bilbao    | 22      | 14        | 3       | 5           | 59             | 33            | 26      | 31     |
| 2       | Real Madryt        | 22      | 13        | 3       | 6           | 62             | 35            | 27      | 29     |
| 3       | Real Oviedo        | 22      | 12        | 4       | 6           | 63             | 47            | 16      | 28     |
| 4       | Racing Santander   | 22      | 13        | 1       | 8           | 58             | 46            | 12      | 27     |
| 5       | FC Barcelona       | 22      | 11        | 2       | 9           | 39             | 32            | 7       | 24     |
| 6       | Hércules CF        | 22      | 11        | 2       | 9           | 37             | 41            | -4      | 24     |
| 7       | Real Betis         | 22      | 9         | 2       | 11          | 31             | 46            | -15     | 20     |
| 8       | Valencia CF        | 22      | 7         | 5       | 10          | 36             | 42            | -6      | 19     |
| 9       | Espanyol Barcelona | 22      | 8         | 1       | 13          | 36             | 53            | -17     | 17     |
| 10      | Sevilla FC         | 22      | 6         | 4       | 12          | 27             | 48            | -21     | 16     |
| 11      | Atlético Madryt    | 22      | 6         | 3       | 13          | 34             | 50            | -16     | 15     |
| 12      | CA Osasuna         | 22      | 7         | 0       | 15          | 46             | 55            | -9      | 14     |

## Objaśnienia
- 1. - Athletic Bilbao - mistrz.

### Spadek doSegunda División
- 12. - CA Osasuna

### Awans doPrimera División
- Celta Vigo
- Real Saragossa

### ZdobywcaTrofeo Pichichi
- Isidro Lángara - Real Oviedo - 27 goli.